# Aeródromo Pichoy
El Aeropuerto Pichoy (ZAL) es un aeropuerto ubicado en la comuna de Mariquina, Chile, a 23 kilómetros al noreste de la ciudad de Valdivia.
Este edificio es de carácter público y es administrado por la Dirección General de Aeronáutica Civil de Chile.
En mayo de 2024 el Ministerio de Desarrollo Social dio el visto bueno para convertir el aeródromo en aeropuerto.

## Historia

### Emplazamiento
El aeropuerto se encuentra específicamente enclavado en la localidad de Pichoy, que fue en la época colonial un importante puerto ribereño que unía la ciudad de Valdivia y San Jose de la Mariquina, uno de los tantos ríos que atraviesan la cuenca de hidrográfica de Valdivia de la Región de Los Ríos.

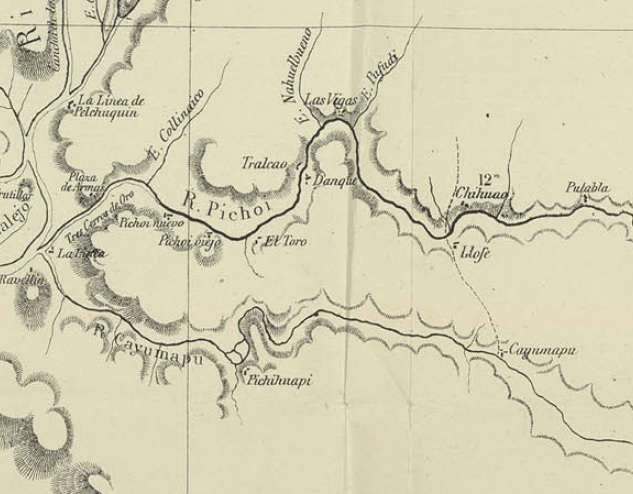
Ubicación de Pichoy en la cuenca territorial de Valdivia.

La localidad fue visitada por el Ingeniero Francisco Vidal Gormaz en el año 1868. Aparece también indicada en el Mapa de Enrique Espinoza publicado el año 1897.

Pichoy.-- Caserío de pocos habitantes situado en el departamento de Valdivia en la margen izquierda del río de su título, á unos seis kilómetros de su desagüe ó término. Es de origen antiguo y junto á él se ha establecido otro que se denomina Pichoy Nuevo. Deriva el nombre del verbo pychon, humear.
 Francisco Solano Astaburuaga 

En la actualidad el asentamiento urbano más cercano es la ciudad de Valdivia a 23 km, versus los 26,6 km que separan Pichoy desde San Jose de la Mariquina.
En el año 1996 se estableció mediante decreto de la Subsecretaría de Aviación del Ministerio de Defensa Nacional la zona de protección y restricciones de altura para el aeropuerto.

### Conversión a aeropuerto
Debido al incremento y crecimiento en el número de pasajeros hacia y desde Valdivia, el Ministerio de Obras Públicas ampliará el terminal aeroportuario para convertirlo en aeropuerto.
En mayo de 2024 el proyecto obtuvo recomendación satisfactoria por parte del Ministerio de Desarrollo Social para convertirse en aeropuerto y comenzar las obras a fines de ese mismo año.
El proyecto de ampliación del edificio terminal de pasajeros incluye una expansión de la superficie actual de 2.101 a 4.828 metros cuadrados. Además, se prevé aumentar los espacios en las salas de embarque y desembarque, implementar un nuevo sistema de cinta transportadora de equipaje y reemplazar los puentes de embarque fijos por móviles.
El proyecto también contempla mejoras en los servicios, como la incorporación de baños con enfoque de género, la climatización del recinto, y el mejoramiento de la iluminación y ventilación. Asimismo, se ampliará el estacionamiento vehicular de 111 a 135 plazas y se mejorará la vialidad de acceso al recinto aéreo.

## Características

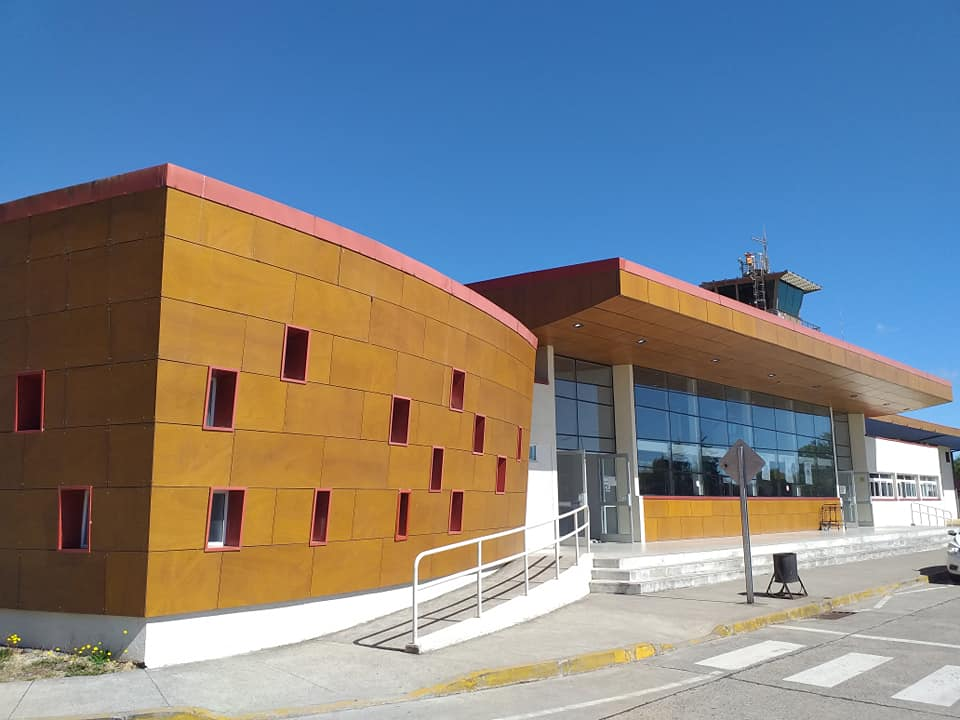
Aeropuerto Pichoy de Valdivia (ZAL)

El aeródromo cuenta con una pista de aterrizaje de concreto de 2100 metros de largo y 45 metros de ancho, con una resistencia de 57 F/C/W/T. Su terminal contempla un puente completo con mangas de embarque completamente equipadas, tractores de acercamiento de aviones, salas de embarque amplias y Wi-fi para pasajeros.
Pichoy cuenta con un moderno sistema de aterrizaje ILS Tipo 1 que asiste y guía las operaciones aéreas; este sistema ILS Tipo 1 incluye también luces de aproximación y sistema de estación meteorológica automática. Todo esto se traduce en un mejor aterrizaje de los vuelos en condiciones meteorológicas adversas que son propias de la zona y el clima valdiviano (lluvia fuerte, escarcha y niebla), lo que permite disminuir la cancelación y desviación de vuelos programados.
Este terminal aeroportuario no ha sido concesionado. El primer piso del aeropuerto cuenta con módulos de información turística de la zona, módulos de artesanías, chocolaterías y souvenirs, servicios de rent a car, servicios de transfer hacia Valdivia más los counters de las aerolíneas en operación. El segundo piso cuenta con cafeterías y restaurante.
| Instalaciones           | N.º     |
| ----------------------- | ------- |
| Salas de Embarque       | 1       |
| Sistema de Aterrizaje   | ILS-1   |
| Mangas de Embarque      | 2       |
| Servicios de Transfer   | 4       |
| Servicios de Rent a car | 3       |
| Información Turística   | 1       |
| Counters                | 3       |
| Estadía Estacionamiento | 200 veh |

## Estación Meteorológica Pichoy
La estación meteorológica Pichoy fue creada el 1 de enero de 1965 y es la encargada de monitorear las condiciones climáticas de temperatura, viento, lluvia, humedad y visibilidad; con el fin de otorgar información en tiempo real para las operaciones aeronáuticas. Pertenece a la DGAC (Dirección General de Aeronáutica Civil).

## Aerolíneas y destinos
Actualmente el Aeropuerto Pichoy presenta vuelos comerciales diarios a la ciudad de Santiago de Chile.

### Destinos nacionales
| Ciudad            | Nombre del aeropuerto                          | Aerolíneas              |
| ----------------- | ---------------------------------------------- | ----------------------- |
| Santiago de Chile | Aeropuerto Internacional Arturo Merino Benítez | LATAM Chile Sky Airline |

### Estadísticas
| Lugar | Ciudad            | Pasajeros | Cambio | Aerolíneas         |
| ----- | ----------------- | --------- | ------ | ------------------ |
| 1     | Santiago de Chile | 103.560   | 36,8%  | LATAM, Sky Airline |

## Aerolíneas que cesaron operación

### Aerolíneas extintas
- Avant Airlines (Santiago)
- Ladeco (Santiago)

### Aerolíneas operativas
- LATAM Airlines (Balmaceda)
- Sky Airline (Concepción, Puerto Natales)
- JetSmart (Concepción)
- JetSmart (Santiago)